# Beschat-schemat
Beschat-schemat ist der altägyptische Name eines Öls, das als  Handelsware bereits in der Frühzeit Ägyptens belegt ist.
Aus dem bei Abydos liegenden Grab des Semerchet (1. Dynastie) stammt ein Jahrestäfelchen, das ursprünglich zu einem Behältnis von Ölen gehörte. Es enthält die Aufschrift (Beschat-schemat) Öl der ersten-Wahl-Qualität von der Anlage MJ. Günter Dreyer hält es für möglich, dass dieses Öl aus Libyen eingeführt sein könnte.